# Changmin
Shim Chang-min (hangul: 심창민; Seúl, 18 de febrero de 1988), más conocido como Max Changmin o simplemente como Max, es un cantante, modelo, bailarín, actor y compositor surcoreano, actualmente integrante de la agrupación del mismo país TVXQ.

## Biografía
Max Changmin se graduó del secundario en 2006 y fue aceptado en Seúl Kyung Hee University. En 2009, comenzó sus estudios en la Universidad Kyung Hee especializándose en música postmoderna.
A finales de diciembre de 2019 se anunció que estaba saliendo con una joven que no es parte del medio artístico. El 12 de junio de 2020 Changmin anunció que estaba comprometido y que la pareja se casaría en septiembre del mismo año. Se casaron el 25 de octubre de ese año. El hijo de la pareja nació el 17 de octubre de 2022.

## Trayectoria
Su debut oficial con la agrupación se dio el 26 de diciembre de 2003 en un showcase en el que se presentaron la estadounidense Britney Spears, así como la cantante surcoreana BoA.
Shim Changmin había sido agrupado con los más pequeños que participaron en la audición. En un principio los jueces, aunque impresionados por su voz, dudaban en adjuntar a Changmin a TVXQ, debido a que por su edad no le iba a ser fácil integrarse a los otros miembros, quienes eran mayores que él. Al final, pudo más su talento que sus años y debutó bajo el nombre artístico de «Choikang», palabra que significa «el mejor» en coreano y cuya contraparte en nombres occidentales es Max, como es conocido internacionalmente.

## Discografía

### Solo
| Año  | Canción                                                                   | Álbum                                            | Notas                                         |      |             |                      |  |
| ---- | ------------------------------------------------------------------------- | ------------------------------------------------ | --------------------------------------------- | ---- | ----------- | -------------------- |  |
| Año  | Canción                                                                   | Álbum                                            | Notas                                         | 2008 | "Wild Soul" | Two Hearts/Wild Soul |  |
| 2010 | "Big Time"                                                                | —                                                | Interpretado para SM Town Live '10 World Tour |      |             |                      |  |
| 2011 | "고백 (Confession)"                                                       | Keep Your Head Down                              |                                               |      |             |                      |  |
| 2012 | "눈물 같은 사람 (A Person Like Tears)"                                    | Jeon Woo-chi Original Soundtrack                 |                                               |      |             |                      |  |
| 2013 | "Rock With U"                                                             | —                                                | Interpretado para Time: Live Tour 2013        |      |             |                      |  |
| 2013 | "Gold Dust"                                                               | Interpretado para The Mission II tour            |                                               |      |             |                      |  |
| 2014 | "Breath" (Japanese version)                                               | SM the Ballad Vol. 2 – Breath                    | Dueto con Krystal de f(x)                     |      |             |                      |  |
| 2014 | "Heaven's Day"                                                            | Spellbound                                       |                                               |      |             |                      |  |
| 2014 | "슬픔 속에 그댈 지워야만 해 (Because I Love You) - Acoustic version"      | Mimi Original Soundtrack                         |                                               |      |             |                      |  |
| 2014 | "Over"                                                                    | —                                                | Interpretado para Tree: Live Tour 2014        |      |             |                      |  |
| 2014 | "사랑한다 그 말을 못해서 (Because I couldn't say the words "I Love You")" | The Night Watchman's Journal Original Soundtrack |                                               |      |             |                      |  |

### Letras
| Año  | Canción                                              | Artista(s)                          | Álbum                                      | Notas                                                 |      |             |      |                                |                                                                               |
| ---- | ---------------------------------------------------- | ----------------------------------- | ------------------------------------------ | ----------------------------------------------------- | ---- | ----------- | ---- | ------------------------------ | ----------------------------------------------------------------------------- |
| Año  | Canción                                              | Artista(s)                          | Álbum                                      | Notas                                                 | 2007 | "Evergreen" | TVXQ | 2007 Winter SMTown – Only Love | La melodía de esta canción fue compuesta por Park Yoochun, compañero de grupo |
| 2008 | "Love In the Ice"                                    | Mirotic                             | Versión Coreana de "Love In the Ice"       |                                                       |      |             | TVXQ |                                |                                                                               |
| 2009 | "12시 34분 (Nothing Better)"                         | 2009 Summer SMTown – We are Shining |                                            |                                                       |      |             | TVXQ |                                |                                                                               |
| 2011 | "고백 (Confession)"                                  | Changmin                            | Keep Your Head Down                        | Grabado en la banda sonora original de Paradise Ranch |      |             |      |                                |                                                                               |
| 2012 | "I Swear"                                            | TVXQ                                | Catch Me                                   |                                                       |      |             |      |                                |                                                                               |
| 2013 | "떠나지 못해 (Sleepless Night)"                      | Shinee                              | Why So Serious? – The Misconceptions of Me |                                                       |      |             |      |                                |                                                                               |
| 2014 | "Rise..."                                            | TVXQ                                | Tense                                      |                                                       |      |             |      |                                |                                                                               |
| 2014 | "Heaven's Day"                                       | Changmin                            | Spellbound                                 |                                                       |      |             |      |                                |                                                                               |
| 2014 | "기억을 따라서 (Everlasting)"                        | TVXQ                                | Live World Tour: Catch Me in Seoul         | Versión Coreana de "Toki o Tomete"                    |      |             |      |                                |                                                                               |
| 2014 | "Ace"                                                | Taemin                              | Ace                                        |                                                       |      |             |      |                                |                                                                               |
| 2014 | " 나의 생각, 너의 기억 (My Thoughts, Your Memories)" | Kyuhyun                             | At Gwanghwamun                             |                                                       |      |             |      |                                |                                                                               |

## Filmografía

### Películas
- SMTOWN The Stage (2015) - Él mismo
- Fly with the Gold (2013) - Papel secundario
- I AM. (2012) - Él mismo
- Dating On Earth (2009) - Papel secundario

### Dramas
- Scholar Who Walks the Night (MBC, 2015) - Protagónico
- Mimi (Mnet, 2014) - Protagónico
- Welcome to the Show (SBS, 2011) - Cameo
- Paradise Ranch (SBS, 2011) - Protagónico
- Athena: Goddess of War (SBS, 2010) - Cameo
- Vacation (2006) - Protagónico
- Banjun Drama (SBS, 2005) - Protagónico

### Programas de Televisión
- Countryside Western Cuisine (JTBC, 2021) - Miembro[7]
- Life Bar (tvN, 2018)
- Cool Kiz on the Block (KBS2, 2013-2014)
- Hello Counselor (KBS2, 2012, 2014) Invitado - Ep. 95 y 159
- Moonlight Prince (KBS2, 2013)
- Running Man (SBS, 2011, 2012)

### Musicales
- School OZ Musical holográfico (2015)
- La Cage aux Folles (2012)[8][9]

## Trabajo voluntario
En enero de 2008, Max se ofreció de voluntario, junto con su padre en la limpieza de las playas de Taean, Corea del Sur tras el peor derrame de petróleo de la nación en la historia. El viaje se realizó en secreto durante un breve descanso de sus actividades con TVXQ durante el nuevo año y solo fue dado a conocer a los medios de comunicación y público, cuando otro voluntario lo reconoció y dio aviso. El incidente fue confirmado más tarde por el agente de TVXQ.